# Bilbo Bolsón
Bilbo Bolsón (Bilbo Baggins en inglés) es un personaje ficticio del legendarium creado por el escritor británico J. R. R. Tolkien, que protagoniza su novela El hobbit, y que también aparece en El Señor de los Anillos. Además, Tolkien narró su historia desde una perspectiva diferente en «La búsqueda de Erebor», en Cuentos inconclusos de Númenor y la Tierra Media. En La Comarca se le tenía por un hobbit que, aunque delgado y descendiente de los Tuk, poseía un buen sentido común como un Bolsón, hasta que en el año 2941 de la Tercera Edad, Gandalf y trece enanos le visitaron. En aquel momento comenzó su Historia de una ida y de una vuelta. En este viaje Bilbo encontró el Anillo Único en la guarida de Gollum, lo que, años después, inicia la aventura de Frodo Bolsón (la trama del Señor de los Anillos).
En el concepto narrativo de Tolkien, para el que sus escritos sobre la Tierra Media son auténticas traducciones del ficticio Libro Rojo de la Frontera del Oeste, Bilbo sería el autor de El hobbit, y el traductor de El Silmarillion desde las lenguas élficas a la común.

## Historia

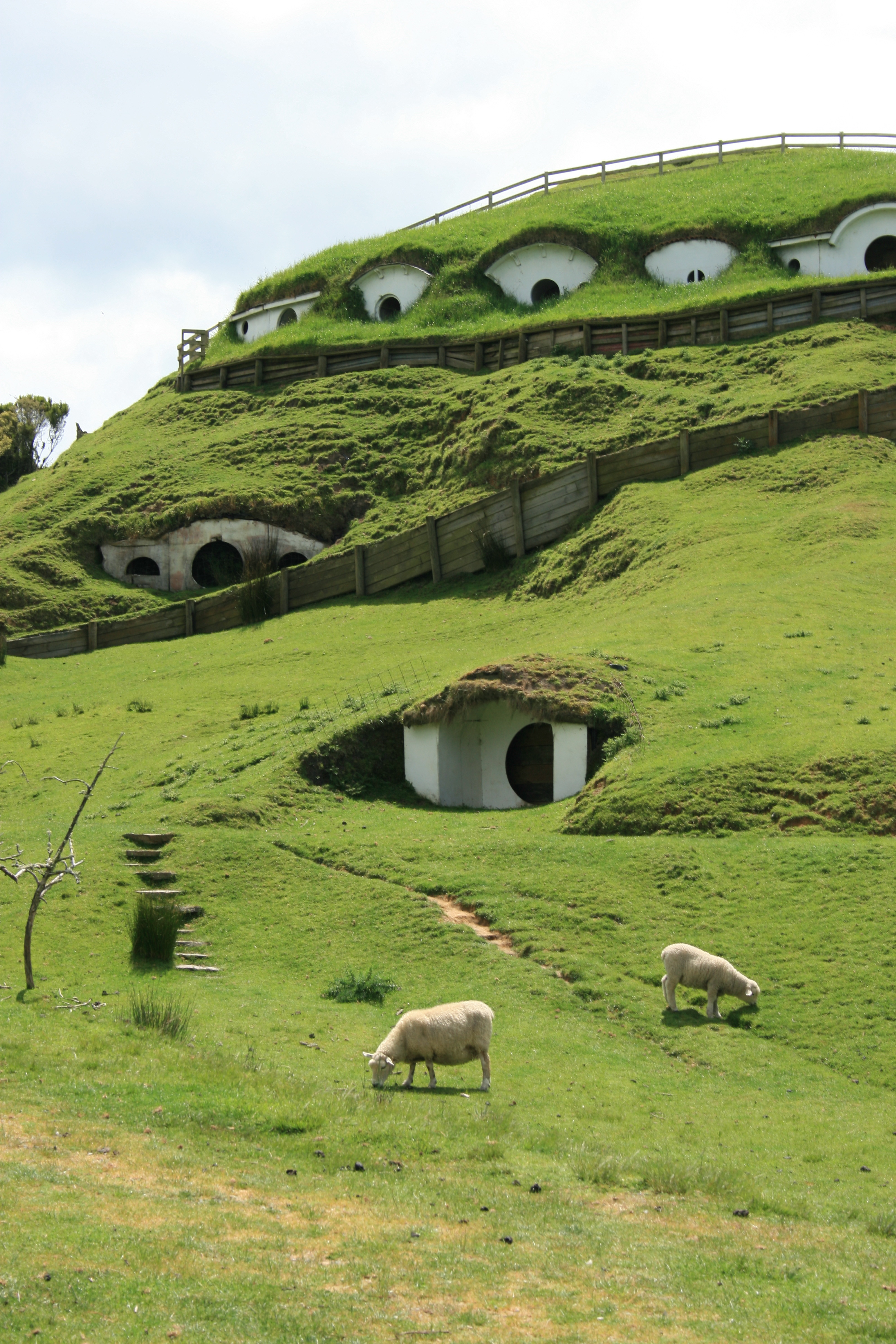
La Colina de Hobbiton, donde se encuentra Bolsón Cerrado.

En el 2941 de la Tercera Edad trece enanos se presentaron en su casa a tomar té. Llegaron por este orden: Dwalin, Balin, Kíli y Fíli, Dori, Nori, Ori, Óin y Glóin y más tarde, llegó Gandalf acompañado de Bifur, Bofur, Bombur y Thorin. Todos los enanos y Gandalf se quedaron a cenar y a dormir allí y le contaron a Bilbo que necesitaban un saqueador para recuperar lo que era suyo de las garras de Smaug, un terrible dragón. Bilbo, a pesar de pensar que estaban locos, aceptó. 
Cuando iban por el Bosque de los Trolls vieron un fuego, y eran unos trolls. Los Enanos y Bilbo se quedaron atrapados en unos sacos, pero gracias a la ayuda de Gandalf consiguieron escapar. En la guarida de los trolls, Bilbo encontró una daga de los Elfos de Gondolin y la llamó Dardo. 
Cuando iban por las Montañas Nubladas decidieron parar a dormir en una cueva. Por la noche esa cueva se abrió y unos orcos de las montañas raptaron a los enanos y a Bilbo. En la cueva intentaron huir, y los enanos se iban turnando a Bilbo para llevarlo a la espalda. Cuando uno de los enanos lo llevaba, se dio un golpe en la cabeza y se cayó al suelo. Bilbo, en el suelo encontró un Anillo. Más tarde se encontraría con Gollum e hicieron un juego de acertijos, gracias a esto Bilbo logró escapar de la cueva.
Bilbo consiguió escapar de la cueva gracias a que el Anillo le daba invisibilidad. Cuando salió de la cueva estuvo un rato buscando a sus compañeros, hasta que los encontró y les contó como había escapado, pero sin mencionar el anillo. Por el camino fueron perseguidos por los Trasgos, mas lograron escapar porque las Águilas los rescataron. Allí les dieron cobijo un tiempo y los dejaron cerca del Bosque Negro. De allí fueron a la casa de Beorn. Bilbo fue el primero en entrar, junto con Gandalf. Allí estuvieron un tiempo y luego partieron sin Gandalf. 
En el bosque, arañas capturaron a todos menos a Bilbo, gracias al Anillo. Bilbo rescató a sus compañeros a base de ir liberándolos uno a uno e ir distrayendo a las Arañas para que sus compañeros pudieran desatarse. La Compañía también fue capturada por los Elfos, pero a Bilbo no lo capturaron gracias al Anillo. Como podía hacerse invisible iba comunicándose con los enanos por la noche para contarle su plan. Un día, soltó a todos los enanos y los fue metiendo en barriles vacíos para vino que iban a Esgaroth. Allí son muy bien recibidos y en unos días parten hacia la Montaña Solitaria. 
Cuando encontraron la puerta secreta de Erebor, Bilbo hizo varias incursiones dentro de la montaña y habló con Smaug y también encontró la Piedra del Arca. Una vez derrotado el dragón, Thorin quería todo el tesoro, y Bilbo, creyendo que arreglaría algo le entregó a Bardo la Piedra del Arca. Más tarde, tendría lugar la Batalla de los Cinco Ejércitos  en la que Bilbo usó el Anillo y se escondió. 
Bilbo regresó a la Comarca el 22 de junio de 2942 de la Tercera Edad del Sol, portando consigo oro, su espada Dardo, una cota de mithril y el Anillo Único. En el 2948, Balin va junto con Gandalf a visitarlo.
En el año 2980 de la Tercera Edad, Bilbo adoptó a su sobrino Frodo, tras la trágica muerte de sus padres, llevándoselo a vivir con él a Bolsón Cerrado y convirtiéndolo en su heredero. 
En el año 3001 de la Tercera Edad, Bilbo organizó una gran fiesta para celebrar sus ciento once años de vida. Heredó su Anillo y todas sus pertenencias a Frodo y con los enanos viajó hasta Rivendel, donde permaneció durante veinte años dedicándose a escribir y adquirir conocimiento de los elfos.
En el año 3018 de la Tercera Edad, Bilbo se reencontró con Frodo en Rivendel, entregándole su espada Dardo y la cota de malla de mithril.
Posteriormente, el 29 de septiembre de 3021 de la Tercera Edad, después de finalizada la Guerra del Anillo, se le permitió a Bilbo viajar a las Tierras Imperecederas junto con Frodo, Gandalf, Galadriel y Elrond, ya que fue uno de los Portadores del Anillo.

## Cine

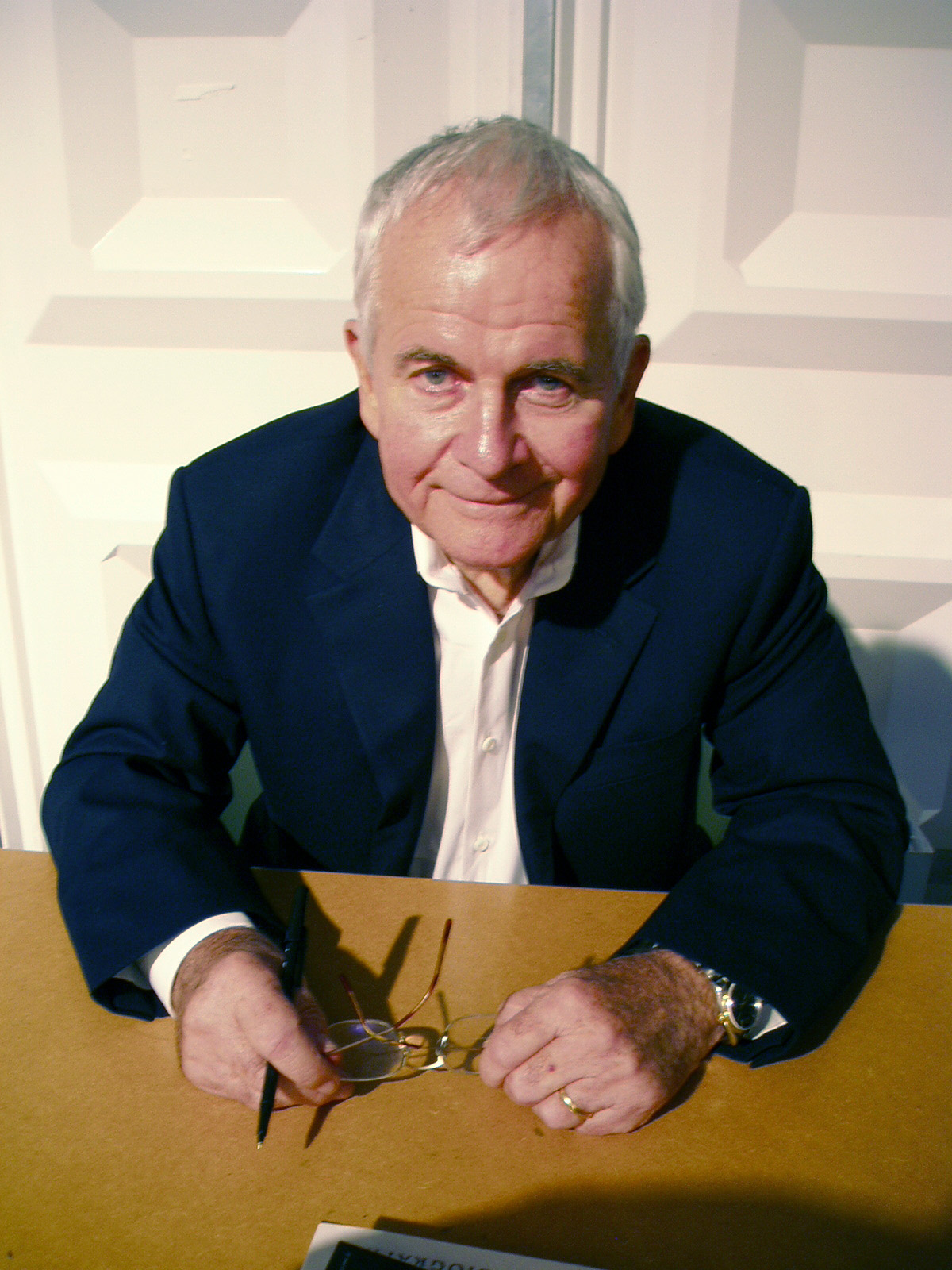
Ian Holm, intérprete de Bilbo Bolsón (anciano) en las trilogías de El Señor de los Anillos y El hobbit.

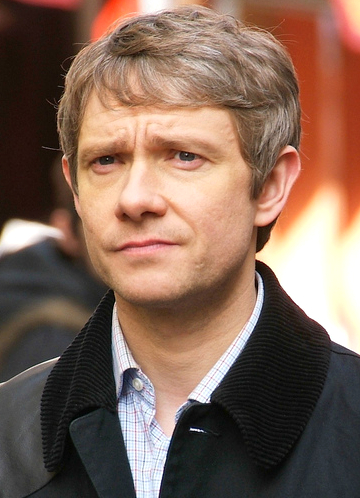
Martin Freeman interpreta a Bilbo Bolsón (joven) en la trilogía de El hobbit.

En la trilogía cinematográfica de El Señor de los Anillos, dirigida por el director neozelandés Peter Jackson (2001, 2002, 2003), fue interpretado por el actor británico Ian Holm. En La Comunidad del Anillo tiene un papel breve, en Las dos torres no aparece, y en El retorno del Rey sale en una única escena, la de los Puertos Grises.
En la adaptación al cine de El hobbit, también dirigida por Peter Jackson, es interpretado en su forma juvenil por Martin Freeman, mientras que Ian Holm hace un cameo del Bilbo anciano al principio de la primera película y al final de la última.

## Bilbo Bolsón en los diferentes idiomas
De acuerdo a la obra póstuma Los pueblos de la Tierra Media, el «verdadero» nombre de Bilbo en la lengua común de la Tierra Media es «Bilba Labingi», que se representa en las novelas de Tolkien por «Bilbo Baggins» en inglés. Habitualmente en las traducciones se cambia su apellido por uno de significado equivalente:
- en español se le llama «Bilbo Bolsón»;
- en alemán se le llama «Bilbo Beutlin»;
- en francés, «Bilbo Sacquet», «Bilbon Sacquet» o «Bilbo Bessac»;
- en portugués de Brasil, «Bilbo Bolseiro», aunque en la primera edición de El hobbit fue «Bilbo Bolsin»;
- en una de las tres traducciones al polaco de El Señor de los Anillos se llama «Bilbo Bagosz», aunque en las otras dos y en El hobbit mantiene su nombre original en inglés;
- en neerlandés, «Bilbo Balings»;
- en noruego, «Bilbo Lommelun»;
- en esloveno, «Bilbo Bisagin»;
- en estonio, «Bilbo Paunaste»;
- en finés, «Bilbo Reppuli»;
- en sueco, «Bilbo Bagger»;
- en húngaro, «Zsákos Bilbó», pues en ese idioma se antepone el apellido al nombre;
- en danés, «Bilbo Sækker»;
- en checo, «Bilbo Pytlík»;
- en catalán, «Bilbo Saquet»;
- en ruso, «Бильбо Торбинс»;
- en gallego, «Bilbo Bulseiro»;
- en euskera, «Bilbo Zorrozabal».

## Genealogía de Bilbo
Bilbo era tío segundo de Frodo por parte de madre y tío tercero por parte de padre.

### Por parte de madre
|              |              |              |              |              |              |              |              | Gerontius Tuk  | Gerontius Tuk  | Gerontius Tuk  | Gerontius Tuk  | Gerontius Tuk  | Gerontius Tuk  |  |  | Adamanta Redondo | Adamanta Redondo | Adamanta Redondo | Adamanta Redondo | Adamanta Redondo   | Adamanta Redondo   |                    |                    |                     |                     |                     |                     |                     |                     |              |              |                            |                            |                            |                            |                            |                            |  |  |  |  |  |  |
|              |              |              |              |              |              |              |              | Gerontius Tuk  | Gerontius Tuk  | Gerontius Tuk  | Gerontius Tuk  | Gerontius Tuk  | Gerontius Tuk  |  |  | Adamanta Redondo | Adamanta Redondo | Adamanta Redondo | Adamanta Redondo | Adamanta Redondo   | Adamanta Redondo   |                    |                    |                     |                     |                     |                     |                     |                     |              |              |                            |                            |                            |                            |                            |                            |  |  |  |  |  |  |
|              |              |              |              |              |              |              |              |                |                |                |                |                |                |  |  |                  |                  |                  |                  |                    |                    |                    |                    |                     |                     |                     |                     |                     |                     |              |              |                            |                            |                            |                            |                            |                            |  |  |  |  |  |  |
|              |              |              |              |              |              |              |              |                |                |                |                |                |                |  |  |                  |                  |                  |                  |                    |                    |                    |                    |                     |                     |                     |                     |                     |                     |              |              |                            |                            |                            |                            |                            |                            |  |  |  |  |  |  |
| Bungo Bolsón | Bungo Bolsón | Bungo Bolsón | Bungo Bolsón | Bungo Bolsón | Bungo Bolsón |              |              | Belladonna Tuk | Belladonna Tuk | Belladonna Tuk | Belladonna Tuk | Belladonna Tuk | Belladonna Tuk |  |  | Mirabella Tuk    | Mirabella Tuk    | Mirabella Tuk    | Mirabella Tuk    | Mirabella Tuk      | Mirabella Tuk      |                    |                    | Gorbadoc Brandigamo | Gorbadoc Brandigamo | Gorbadoc Brandigamo | Gorbadoc Brandigamo | Gorbadoc Brandigamo | Gorbadoc Brandigamo |              |              | Muchos hermanos y hermanas | Muchos hermanos y hermanas | Muchos hermanos y hermanas | Muchos hermanos y hermanas | Muchos hermanos y hermanas | Muchos hermanos y hermanas |  |  |  |  |  |  |
| Bungo Bolsón | Bungo Bolsón | Bungo Bolsón | Bungo Bolsón | Bungo Bolsón | Bungo Bolsón |              |              | Belladonna Tuk | Belladonna Tuk | Belladonna Tuk | Belladonna Tuk | Belladonna Tuk | Belladonna Tuk |  |  | Mirabella Tuk    | Mirabella Tuk    | Mirabella Tuk    | Mirabella Tuk    | Mirabella Tuk      | Mirabella Tuk      |                    |                    | Gorbadoc Brandigamo | Gorbadoc Brandigamo | Gorbadoc Brandigamo | Gorbadoc Brandigamo | Gorbadoc Brandigamo | Gorbadoc Brandigamo |              |              | Muchos hermanos y hermanas | Muchos hermanos y hermanas | Muchos hermanos y hermanas | Muchos hermanos y hermanas | Muchos hermanos y hermanas | Muchos hermanos y hermanas |  |  |  |  |  |  |
|              |              |              |              |              |              |              |              |                |                |                |                |                |                |  |  |                  |                  |                  |                  |                    |                    |                    |                    |                     |                     |                     |                     |                     |                     |              |              |                            |                            |                            |                            |                            |                            |  |  |  |  |  |  |
|              |              |              |              | Bilbo Bolsón | Bilbo Bolsón | Bilbo Bolsón | Bilbo Bolsón | Bilbo Bolsón   | Bilbo Bolsón   |                |                |                |                |  |  |                  |                  |                  |                  | Prímula Brandigamo | Prímula Brandigamo | Prímula Brandigamo | Prímula Brandigamo | Prímula Brandigamo  | Prímula Brandigamo  |                     |                     | Drogo Bolsón        | Drogo Bolsón        | Drogo Bolsón | Drogo Bolsón | Drogo Bolsón               | Drogo Bolsón               |                            |                            |                            |                            |  |  |  |  |  |  |
|              |              |              |              | Bilbo Bolsón | Bilbo Bolsón | Bilbo Bolsón | Bilbo Bolsón | Bilbo Bolsón   | Bilbo Bolsón   |                |                |                |                |  |  |                  |                  |                  |                  | Prímula Brandigamo | Prímula Brandigamo | Prímula Brandigamo | Prímula Brandigamo | Prímula Brandigamo  | Prímula Brandigamo  |                     |                     | Drogo Bolsón        | Drogo Bolsón        | Drogo Bolsón | Drogo Bolsón | Drogo Bolsón               | Drogo Bolsón               |                            |                            |                            |                            |  |  |  |  |  |  |
|              |              |              |              |              |              |              |              |                |                |                |                |                |                |  |  |                  |                  |                  |                  |                    |                    |                    |                    |                     |                     |                     |                     |                     |                     |              |              |                            |                            |                            |                            |                            |                            |  |  |  |  |  |  |
|              |              |              |              |              |              |              |              |                |                |                |                |                |                |  |  |                  |                  |                  |                  |                    |                    |                    |                    | Frodo Bolsón        |                     |                     |                     |                     |                     |              |              |                            |                            |                            |                            |                            |                            |  |  |  |  |  |  |

### Por parte de padre
|                |                |                |                |                |                |              |              |              |              |              |              | Balbo Bolsón | Balbo Bolsón | Balbo Bolsón | Balbo Bolsón | Balbo Bolsón | Balbo Bolsón |  |  | Berilia Boffin | Berilia Boffin | Berilia Boffin | Berilia Boffin | Berilia Boffin | Berilia Boffin |              |              |               |               |               |               |               |               |             |             |                    |                    |                    |                    |                    |                    |  |  |
|                |                |                |                |                |                |              |              |              |              |              |              | Balbo Bolsón | Balbo Bolsón | Balbo Bolsón | Balbo Bolsón | Balbo Bolsón | Balbo Bolsón |  |  | Berilia Boffin | Berilia Boffin | Berilia Boffin | Berilia Boffin | Berilia Boffin | Berilia Boffin |              |              |               |               |               |               |               |               |             |             |                    |                    |                    |                    |                    |                    |  |  |
|                |                |                |                |                |                |              |              |              |              |              |              |              |              |              |              |              |              |  |  |                |                |                |                |                |                |              |              |               |               |               |               |               |               |             |             |                    |                    |                    |                    |                    |                    |  |  |
|                |                |                |                |                |                |              |              |              |              |              |              |              |              |              |              |              |              |  |  |                |                |                |                |                |                |              |              |               |               |               |               |               |               |             |             |                    |                    |                    |                    |                    |                    |  |  |
|                |                |                |                | Laura Cavada   | Laura Cavada   | Laura Cavada | Laura Cavada | Laura Cavada | Laura Cavada |              |              | Mungo Bolsón | Mungo Bolsón | Mungo Bolsón | Mungo Bolsón | Mungo Bolsón | Mungo Bolsón |  |  | Largo Bolsón   | Largo Bolsón   | Largo Bolsón   | Largo Bolsón   | Largo Bolsón   | Largo Bolsón   |              |              | Tanta Corneta | Tanta Corneta | Tanta Corneta | Tanta Corneta | Tanta Corneta | Tanta Corneta |             |             |                    |                    |                    |                    |                    |                    |  |  |
|                |                |                |                | Laura Cavada   | Laura Cavada   | Laura Cavada | Laura Cavada | Laura Cavada | Laura Cavada |              |              | Mungo Bolsón | Mungo Bolsón | Mungo Bolsón | Mungo Bolsón | Mungo Bolsón | Mungo Bolsón |  |  | Largo Bolsón   | Largo Bolsón   | Largo Bolsón   | Largo Bolsón   | Largo Bolsón   | Largo Bolsón   |              |              | Tanta Corneta | Tanta Corneta | Tanta Corneta | Tanta Corneta | Tanta Corneta | Tanta Corneta |             |             |                    |                    |                    |                    |                    |                    |  |  |
|                |                |                |                |                |                |              |              |              |              |              |              |              |              |              |              |              |              |  |  |                |                |                |                |                |                |              |              |               |               |               |               |               |               |             |             |                    |                    |                    |                    |                    |                    |  |  |
| Belladonna Tuk | Belladonna Tuk | Belladonna Tuk | Belladonna Tuk | Belladonna Tuk | Belladonna Tuk |              |              | Bungo Bolsón | Bungo Bolsón | Bungo Bolsón | Bungo Bolsón | Bungo Bolsón | Bungo Bolsón |              |              |              |              |  |  |                |                |                |                | Fosco Bolsón   | Fosco Bolsón   | Fosco Bolsón | Fosco Bolsón | Fosco Bolsón  | Fosco Bolsón  |               |               | Rubí Bolger   | Rubí Bolger   | Rubí Bolger | Rubí Bolger | Rubí Bolger        | Rubí Bolger        |                    |                    |                    |                    |  |  |
| Belladonna Tuk | Belladonna Tuk | Belladonna Tuk | Belladonna Tuk | Belladonna Tuk | Belladonna Tuk |              |              | Bungo Bolsón | Bungo Bolsón | Bungo Bolsón | Bungo Bolsón | Bungo Bolsón | Bungo Bolsón |              |              |              |              |  |  |                |                |                |                | Fosco Bolsón   | Fosco Bolsón   | Fosco Bolsón | Fosco Bolsón | Fosco Bolsón  | Fosco Bolsón  |               |               | Rubí Bolger   | Rubí Bolger   | Rubí Bolger | Rubí Bolger | Rubí Bolger        | Rubí Bolger        |                    |                    |                    |                    |  |  |
|                |                |                |                |                |                |              |              |              |              |              |              |              |              |              |              |              |              |  |  |                |                |                |                |                |                |              |              |               |               |               |               |               |               |             |             |                    |                    |                    |                    |                    |                    |  |  |
|                |                |                |                | Bilbo Bolsón   | Bilbo Bolsón   | Bilbo Bolsón | Bilbo Bolsón | Bilbo Bolsón | Bilbo Bolsón |              |              |              |              |              |              |              |              |  |  |                |                |                |                |                |                |              |              | Drogo Bolsón  | Drogo Bolsón  | Drogo Bolsón  | Drogo Bolsón  | Drogo Bolsón  | Drogo Bolsón  |             |             | Prímula Brandigamo | Prímula Brandigamo | Prímula Brandigamo | Prímula Brandigamo | Prímula Brandigamo | Prímula Brandigamo |  |  |
|                |                |                |                | Bilbo Bolsón   | Bilbo Bolsón   | Bilbo Bolsón | Bilbo Bolsón | Bilbo Bolsón | Bilbo Bolsón |              |              |              |              |              |              |              |              |  |  |                |                |                |                |                |                |              |              | Drogo Bolsón  | Drogo Bolsón  | Drogo Bolsón  | Drogo Bolsón  | Drogo Bolsón  | Drogo Bolsón  |             |             | Prímula Brandigamo | Prímula Brandigamo | Prímula Brandigamo | Prímula Brandigamo | Prímula Brandigamo | Prímula Brandigamo |  |  |
|                |                |                |                |                |                |              |              |              |              |              |              |              |              |              |              |              |              |  |  |                |                |                |                |                |                |              |              |               |               |               |               |               |               |             |             |                    |                    |                    |                    |                    |                    |  |  |
|                |                |                |                |                |                |              |              |              |              |              |              |              |              |              |              |              |              |  |  |                |                |                |                |                |                |              |              |               |               |               |               | Frodo Bolsón  |               |             |             |                    |                    |                    |                    |                    |                    |  |  |

| Predecesor: Gollum | Portador del Anillo julio de 2941 T. E. – 22 de septiembre de 3001 T. E. | Sucesor: Frodo Bolsón |